# El Frontó
El Frontó és un cim de Mallorca que forma part del massís del Massanella i que té una altura de 1055 m. Pertany al municipi d'Escorca.

## Principals accessos
- Des del Coll de la Batalla, a la carretera Ma-10.[1]